# Mango Hill
Mango Hill är en ort i Australien. Den ligger i kommunen Moreton Bay och delstaten Queensland, omkring 25 kilometer norr om delstatshuvudstaden Brisbane.
Trakten är tätbefolkad. Närmaste större samhälle är Deception Bay, nära Mango Hill. 
I omgivningarna runt Mango Hill växer huvudsakligen savannskog. Genomsnittlig årsnederbörd är 1 434 millimeter. Den regnigaste månaden är januari, med i genomsnitt 283 mm nederbörd, och den torraste är oktober, med 22 mm nederbörd.